# Piano (serie de televisión)
Piano (en hangul, 피아노) es una serie de televisión surcoreana emitida entre 2001-2002,  protagonizada por Go Soo, Kim Ha-neul, Cho Jae-hyun, Jo In-sung. Fue emitida por Seoul Broadcasting System desde el 21 de noviembre de 2001 hasta el 10 de enero de 2002, con una longitud de 16 episodios emitidos las noches de cada miércoles y jueves a las 21:55 (KST).

## Argumento
Han Wook Kwan (Cho Jae Hyun) es un malvado gánster de Busan. Cuando los compañeros del gánster Dok Sa (Lee Jae Yong) traicionan a su jefe Byun Hak Soo (Im Dong Jin) para tomar su lugar como el nuevo jefe, Wook Kwan es expulsado de la banda. Posteriormente, contacta a un antiguo amante para reunirse en Seúl, pero una vez que llega allí, todo lo que encuentra es un niño de 10 años de edad, llamado Jae Soo, quien dice ser su hijo. En un primer momento que planea abandonar al niño, pero no puede hacerlo, terminando por quedarse.
Shin Hye Rim (Jo Min Soo) es una viuda con dos hijos, Soo Ah una niña de 12 años y Kyung Ho un niño de 10 años. Después que su marido, un fiscal de distrito, muere, deja de Seúl con sus hijos y se muda a Busan, donde abre una escuela de piano. Wook Kwan se enamora de la profesora de piano y más tarde se casan. Poco después, Hye Rim muere en un accidente. Soo Ah y Kyung Ho, que siempre han resentido su nuevo padrastro, le echan la culpa de su muerte y tratan de abandonar el hogar familiar, pero Wook Kwan les ruega que se quede. Transformado en un padre amoroso y trabajador, eleva a los tres niños a lo mejor de sus capacidades.
Los años pasan, y los tres niños ahora son adultos jóvenes. Sin el conocimiento de Wook Kwan, su hijo biológico Jae Soo (Go Soo) y su hijastra Soo ah (Kim Ha Neul) están profundamente enamorados el uno del otro. Aunque no relacionados por sangre, saben que una relación romántica entre ellos sería tabú, por lo que reprimen sus sentimientos. Después que Kyung Ho mata a un hombre que intenta violar a Soo Ah, Jae Soo toma su lugar y va a la cárcel en su lugar, mientras Kyung Ho escapa a Seúl. Cuando Jae Soo es liberado de prisión después de varios años, estudia para convertirse en un médico. Soo Ah por su parte trabaja en una tienda de discos y Kyung Ho continúa siendo un joven rebelde y enfadado que vuelve a Busan.

## Reparto

### Principal
- Jo Jae-hyun como Han Wook Kwan.
- Kim Ha-neul como Lee Soo Ah.
- Jo In-sung como Lee Kyung Ho.
  - Choi Tae-joon como Kyung Ho (joven).
- Go Soo como Han Jae Su.
- Jo Min-su como Shin Hae Rim.

### Secundario
- Yang Geum-suk como Kim In Soon.
- Baek Seung-hyun como Amigo de Kyung Ho.
- Jo Hyung Ki como Si Suk.
- Hwang In Young como Enfermera Wu.
- Jung Da Hye como Han Joo Hee.
- Im Dong Jin como Byun Hak Soo (gánster).
- Song Jae Ho como Dr. Wu.
- Kim Ha Kyoon como Sustituto Oh.
- Lee Jae Yong como Jefe de la pandilla.
- Kim Young-mi como Jang Eun Ji.
- Shin Seung-hwan como Seok-chol, un gánster.